# Cussonia natalensis
Cussonia natalensis är en tvåhjärtbladig växtart som beskrevs av Otto Wilhelm Sonder. Cussonia natalensis ingår i släktet Cussonia och familjen araliaväxter. Inga underarter finns listade i Catalogue of Life.